# Hermann Göllner
Hermann Göllner (* 5. September 1943 in Hallein, Salzburg), auch Hermann Gollner, ist ein ehemaliger österreichischer Skirennläufer, Freestyle-Skier und Alpinskitrainer. Nach seiner Emigration in die USA 1964 wurde er mit spektakulären Sprungtricks, darunter mehrfache Vorwärts- und Rückwärtssaltos, zu einem Pionier der Freestyle-Disziplin Aerials. Später wirkte er an verschiedenen Orten als Alpintrainer.

## Biografie

### Jugend in Österreich
Hermann Göllner kam als Sohn eines Polizisten in Hallein zur Welt und wuchs in Zell am See auf. Als Kind war er sportlich vielseitig aktiv und übte sich unter anderem in Gymnastik und im Bergsteigen, ehe er eine Laufbahn als Skirennläufer einschlug. Er galt als großes Nachwuchstalent und gewann 1959 im Alter von 16 Jahren einen österreichischen Jugendmeistertitel im Riesenslalom. Nachdem er bei einem Abfahrtstrainingssturz Knochenbrüche in beiden Beinen erlitten hatte, kämpfte er sich zurück und gewann 1961 in der Kombination ein wichtiges Juniorenrennen auf europäischer Ebene. Auf der Rückfahrt von einer Klettertour in den Dolomiten verursachte er einen beträchtlichen Schaden an seinem auf Kredit gekauften Audi und beschloss, weil er keine Möglichkeit sah, die dabei entstandenen Schulden zeitnah zurückzuzahlen, in die USA auszuwandern.

### Freestyle-Skiing
Göllner emigrierte im Herbst 1964 und ließ sich in Killington, Vermont, nieder, wo er eine Stelle als Skilehrer annahm. Daneben setzte er seine Karriere als Rennläufer erfolgreich auf der Pro Tour fort. Nachdem er sich beim Gletschertraining in Österreich einen Salto auf Skiern beigebracht hatte, begann er dieses Kunststück in Killington vorzuführen und mit weiteren Tricks zu experimentieren. Damit zog er die Aufmerksamkeit des Skilehrers Tom Leroy auf sich und trat bald mit diesem gemeinsam vor Publikum auf. Göllner und Leroy inspirierten sich gegenseitig zu neuen Bestleistungen: So gelangen dem Österreicher etwa 1965 der erste doppelte Rückwärtssalto und 1967 der erste dreifache Vorwärtssalto auf Skiern. Aufgrund des regen Zuschauerinteresses wurde das Hart Skis Demonstration Team um Art Furrer und Roger Staub auf die beiden aufmerksam und nahm sie unter Vertrag.

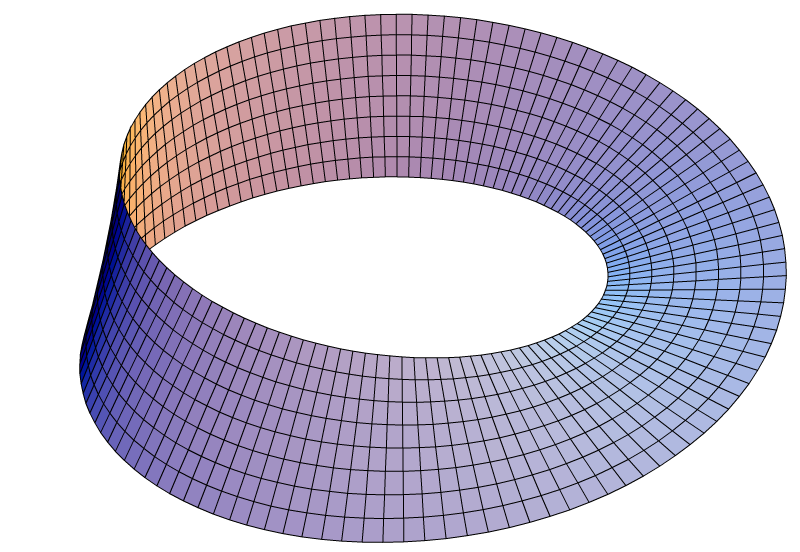
Schema eines Möbiusbandes

In den folgenden Jahren entstanden in Kooperation mit Summit Films mehrere Kurzfilme unter der Regie von Roger Brown und Bary Corbet. 1968 vollführten die Ski-Akrobaten in Ski the Outer Limits Saltos in Corbet’s Couloir, eine steile Felsrinne bei Jackson Hole, Wyoming. Ein Jahr später waren sie in Happening in White von Gunter Sachs zu sehen. Nach sechsmonatiger Vorbereitung im Fitnessstudio hatte Hermann Göllner seinen bekanntesten Filmauftritt 1969 in The Moebius Flip. Der titelgebende Sprung besteht aus einem einfachen Vorwärtssalto (Frontflip) mit Schraube und wurde von den Filmemachern in Anlehnung an das Möbiusband und dessen Erforscher August Ferdinand Möbius benannt. Der 28-minütige Kurzfilm mit psychedelischer Rahmenhandlung verschaffte dem jungen Freestyle-Sport weitere Popularität.
Im April 1971 nahm Hermann Göllner an den ersten National Exhibition Skiing Championships in Waterville Valley teil und gewann den von der Zeitschrift Skiing organisierten Wettbewerb mit einem einfachen Rückwärtssalto. Als Hauptpreis erhielt er eine Corvette Stingray.

### Weitere Karriere
Weil viele Skigebiete und Liftbetreiber Verletzungen vorbeugen wollten, indem sie Kopfüber-Tricks wie Saltos verboten, sah Göllner im Freestyle-Sport keine Zukunft für sich. Er wechselte zurück zum alpinen Rennsport und wurde 1972 Cheftrainer an der neu gegründeten Stratton Mountain School. Diese Position bekleidete er mit einer kurzen Unterbrechung bis 1985. Von 1978 bis 1980 trainierte er im Hinblick auf die Olympischen Spiele von Lake Placid die US-Nationalmannschaft der Frauen. Während seiner Zeit in Stratton gelang rund 20 seiner Schüler die Aufnahme in einen Kader des US-Skiverbandes. Danach arbeitete er als Cheftrainer in Aspen, Squaw Valley und Sugar Bowl und war mehrere Jahre als privater Skilehrer tätig. Neben der Trainerlaufbahn entwickelte Göllner 1981 ein Schraubgewinde für die neuartige Slalom-Kippstange, verlor aber aufgrund immenser Patentkosten bald die Rechte daran. Das Gewinde wurde 1987 von der FIS übernommen und ist bis heute in Gebrauch. Außerdem erfand der für seine harten, innovativen Methoden bekannte Göllner einen Sommerskischuh mit Rollen speziell für O-Beine sowie eine „Roof Top Box“ zum plyometrischen Training.
Hermann Göllner lebt in Verdi, einem Vorort von Reno, Nevada, nahe dem Lake Tahoe und ist bis ins hohe Alter sportlich aktiv. Im Oktober 2014 bewältigte er im Alter von 71 Jahren die Kletterroute Pump-o-Rama im Rifle Mountain Park in Colorado, die einen YDS-Schwierigkeitsgrad von 5.13a aufweist. Ein paar Jahre nachdem ihm zwei künstliche Kniegelenke eingesetzt worden waren, stand er 2021 laut eigenen Angaben erstmals seit 76 Jahren nicht auf Skiern.

## Stil und Rezeption
Gemeinsam mit Tom Leroy gilt Hermann Göllner als Pionier des Freestyle-Skisports, insbesondere der seit 1994 olympischen Disziplin Aerials. Während Stein Eriksen bereits seit 1953 einfache Vorwärtssaltos auf Skiern vollführte, erhöhten die beiden Skilehrer nicht nur die Zahl der Drehungen, sondern wagten sich auch als erste an Rückwärtssaltos. Einige seiner Sprünge absolvierte Göllner auf 210 Zentimeter langen Riesenslalomskiern. Skiing-Chefredakteur Doug Pfeiffer beschrieb die größte sportliche Errungenschaft des Österreichers, den als Moebius flip bekannten geschraubten Salto, als „phantasmagorischen optischen Genuss“ und verglich ihn mit der Schlussszene von Stanley Kubricks 2001: Odyssee im Weltraum.
2017 wurde Göllner in die U.S. Ski and Snowboard Hall of Fame aufgenommen. Die Betreiber würdigten seine Leistungen mit folgenden Worten:

“Among skiing’s cognoscenti, Herman Gollner is a revered, almost mythical figure. But despite pioneering freestyle aerials, designing the screw in race gate still in use today and coaching some 20 racers to the ranks of U.S. Ski Team, the Austrian native’s remarkable multi-tasking has stayed mostly under the radar with the general skiing public.”

„Unter Kennern des Skisports ist Hermann Göllner eine verehrte, fast mythische Figur. Aber obwohl er ein Pionier der Freestyle-Disziplin Aerials ist, die Schraube einer bis heute gebräuchlichen Torstange entwarf und an die 20 Rennläufer in die US-Nationalmannschaft brachte, blieb das bemerkenswerte Multitasking des gebürtigen Österreichers von der Ski-Öffentlichkeit weitgehend unbemerkt.“

## Erfolge
- 1959: Österreichischer Jugendmeister im Riesenslalom
- 1961: Europäischer Jugendmeister in der Kombination
- 1971: 1. Platz National Exhibition Skiing Championships

## Filmografie (Auswahl)
- 1968: Ski the Outer Limits (Kurzfilm)
- 1969: Happening in White
- 1969: The Moebius Flip (Kurzfilm)